# فولفغانغ براون
فولفغانغ براون (بالألمانية: Wolfgang Braun)‏ (26 فبراير 1944 في ألمانيا - ) هو لاعب كرة يد ألماني في مركز ظهير ‏. شارك في الألعاب الأولمبية الصيفية 1972. ولعب مع نادي فوكس برلين لكرة اليد.

## وصلات خارجية
- فولفغانغ براون على موقع أوليمبيديا (الإنجليزية)